# Гуреев, Михаил Георгиевич
Михаи́л Гео́ргиевич Гуре́ев (30 апреля 1921, дер. Курнино, Пензенская губерния — 14 октября 2009, Москва) — участник Великой Отечественной войны, Герой Советского Союза, командир батареи 10-го миномётного полка 40-й армии Воронежского (1-го Украинского) фронта, старший лейтенант.

## Биография
Родился 30 апреля 1921 года в деревне Курнино в крестьянской семье. Член КПСС с 1943 года. Окончил среднюю школу. С 1936 года жил в Москве, где окончил Бауманский аэроклуб. Одновременно работал землекопом на строительстве дорог, затем водителем троллейбуса в Москве. От Комсомольской площади вёз пассажиров по Садовому кольцу к Калужской заставе, потом к Киевскому вокзалу.
В 1939 году Гуреев поступил в военно-техническую авиашколу, которую окончил в начале июня 1941 года. Был направлен мотористом в истребительный авиаполк, базировавшийся в Прибалтике. 21 июня часть внезапно перегнали на полевой аэродром близ границы. Самолёты рассредоточили.
22 июня 1941 года аэродром содрогнулся от грохота и свиста осколков. Гуреев бросился к своему самолёту, обеспечил рулёжку машины среди воронок и проводил «МиГГ» в воздух. Уже на следующий день Гуреев в числе техников и потерявших самолёты лётчиков был направлен в Москву за пополнением самолётного парка.
Получив боевые машины, авиаторы 31-го истребительного авиаполка вылетели на Украину в район города Лебедина. И здесь на аэродром налетели бомбардировщики. Гуреев, теперь уже авиационный механик, выпустил самолёт в воздух, но сам был тяжело ранен осколком и оказался сначала в медсанбате, а потом и в госпитале.
После госпиталя Гуреев был направлен в артиллерийско-миномётное училище, которое окончил в конце 1942 года в звании лейтенанта. Прибыв на фронт, он был назначен начальником разведки миномётного полка. Первые же рейды разведчика на позиции противника показали, что вчерашний авиатор отважен и смел.
В середине января 1943 года под Белгородом при возвращении в полк разведчики натолкнулись на фашистов, численно превосходивших их вдвое. В бою один сержант был ранен. Гуреев приказал всем немедленно отходить, а сам остался прикрывать отход. Попал под разрывы мин. Целый месяц пролежал в тыловом госпитале. Осколок, задевший лёгкое, так и остался неизвлечённым.
В район Белгорода Гуреев вернулся перед началом Курской битвы в новом качестве — командиром батареи миномётного полка резерва Ставки ВГК. Целую неделю провёл в оборонительных боях. Чтобы сохранить технику и личный состав от постоянной бомбёжки, Гуреев приказал зарыться в землю. Когда противник начал наступление, ударили всей батареей. В ожесточённых боях погибло немало бойцов. Однако враг был обескровлен и остановлен.
12 июля 1943 года противник начал последнюю попытку прорыва. На позицию батареи Гуреева в районе Прохоровки хлынула лавина «тигров», «пантер» и «фердинандов». Атаку удалось отбить, но дорогой ценой. Батарея потеряла полностью 2 расчёта. Враг продолжал наседать. Перед очередной атакой миномётчики Гуреева, скрытно переменив позицию, встретили его сокрушительным прицельным огнём. И снова заставили гитлеровцев отойти на исходные позиции.

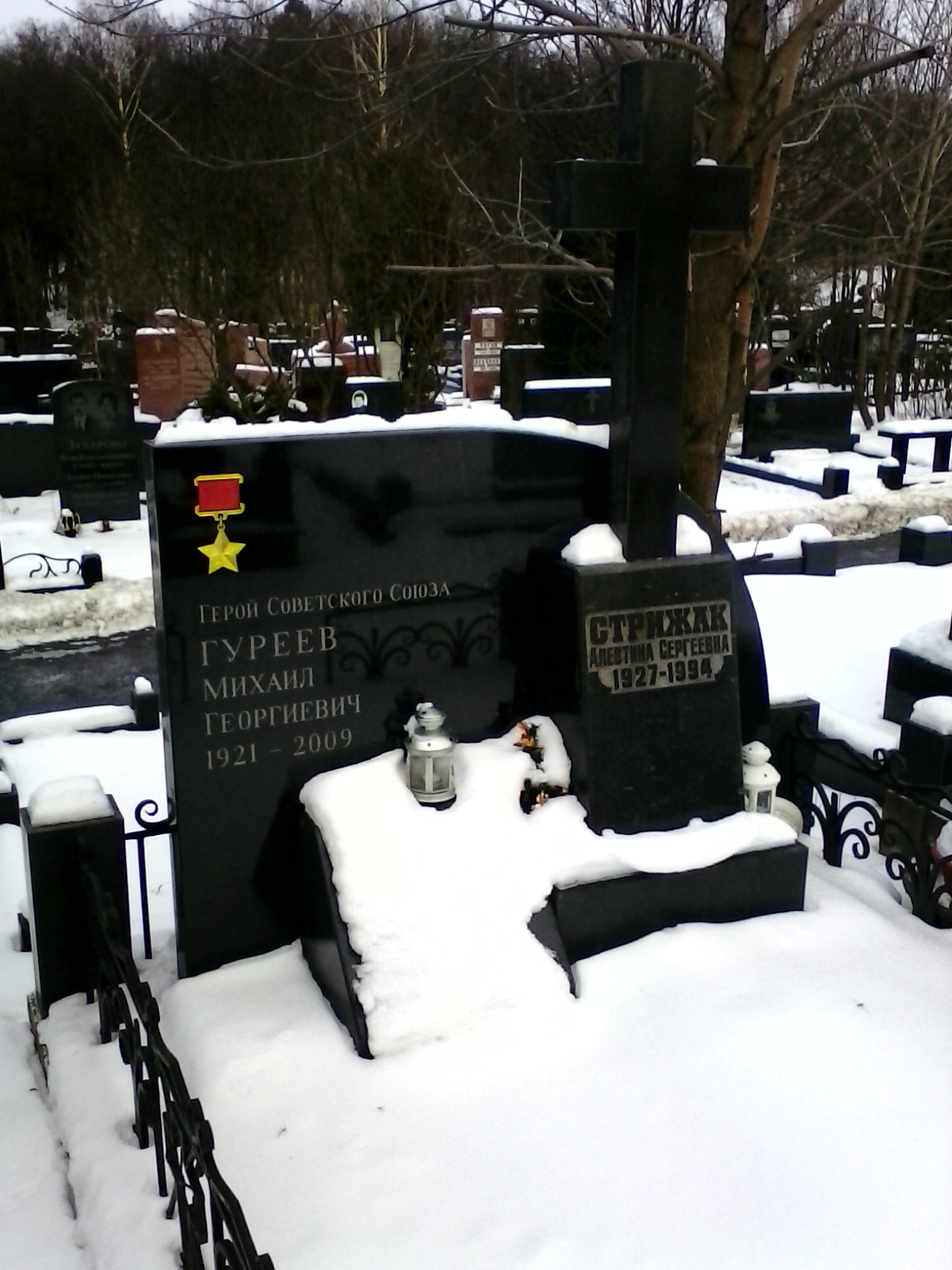
Могила Гуреева на Троекуровском кладбище Москвы.

Началось контрнаступление. Лейтенант Гуреев огнём своей батареи уничтожил до взвода пехоты, подавил миномётную батарею, разбил 2 станковых пулемёта противника, что послужило быстрейшему занятию деревни Никитовка. В бою за деревню Тучное огнём своей батареи Гуреев расстрелял немецкую автомашину, доставлявшую боеприпасы. Были уничтожены наблюдательный пункт, миномёт и противотанковая пушка врага. За отличные боевые действия Гуреев получил благодарность сразу от 2 командиров стрелковых полков и командира 206-й стрелковой дивизии. А вскоре его наградили орденом Отечественной войны 2-й степени.
В дальнейшем боевой путь старшего лейтенанта Гуреева пришёл к Днепру. Батарею придали головному стрелковому полку. С ним 25 сентября 1943 года под ураганным огнём миномётчики переправились в район Великого Букрина через Днепр. Целыми оказались все 6 миномётов. Удалось не утопить ни одного ящика с боеприпасами.
Расчёты Гуреева раньше других заняли огневые позиции. И сразу же в бой. В районе высоты 244,5 ударили по контратакующей гитлеровской пехоте. Но натиск врага был очень силён. Под напором его превосходящих сил наша пехота вынуждена была отойти. В результате миномёты Гуреева оказались впереди наших пехотных батальонов, продолжая уничтожать рвущихся к высоте гитлеровцев.
Когда боезапас был полностью израсходован, Гуреев приказал: занять круговую оборону и держаться до последнего. В ход пошло личное оружие — винтовки и автоматы. Сутки держали миномётчики высоту, уничтожив за это время вражескую миномётную батарею, 3 станковых пулемёта, 2 взвода пехоты. На другой день, 26 сентября, наша пехота перешла в решительную атаку и восстановила положение.
Указом Президиума Верховного Совета СССР от 24 декабря 1943 года за успешное форсирование Днепра, прочное закрепление плацдарма на его западном берегу и проявленные при этом отвагу и геройство старшему лейтенанту Михаилу Георгиевичу Гурееву было присвоено звание Героя Советского Союза с вручением ордена Ленина и медали «Золотая Звезда» (№ 1875).
В январе 1944 года Гуреев возглавил штаб 1-го миномётного дивизиона. Его дивизион громил гитлеровцев в Корсунь-Шевченковской операции. За период обороны в районе деревни Мохначки дивизион уничтожил до 2 рот пехоты, 7 огневых точек, 2 орудия, 5 автомашин противника.
В июне 1944 года Гуреева назначили командиром артиллерийского дивизиона. В этой должности он участвовал в Ясско-Кишинёвской операции, освобождал Венгрию и Чехословакию. 1 февраля 1945 года Гуреева ранило в боях за освобождение города Банска-Быстрица. Но он и раненый не покинул поле боя.
День Победы командир артиллерийского дивизиона встретил в Чехословакии. В составе сводного полка 2-го Украинского фронта капитан Гуреев М. Г. участвовал в Параде Победы на Красной площади.
В 1946 году Гуреев М. Г. окончил Высшую офицерскую артиллерийскую школу в Ленинграде, в 1950 году — Высшую офицерскую интендантскую школу, в 1953 году — Военную академию тыла и снабжения. С 1958 года полковник Гуреев М. Г. в запасе. Жил в Москве. Работал проректором Московского института управления имени С. Орджоникидзе. Скончался 14 октября 2009 года. Похоронен в Москве на Троекуровском кладбище (участок 3).

## Награды
- Медаль «Золотая Звезда» — 24 декабря 1943 года.
- Орден Ленина — 24 декабря 1943 года.
- Орден Красного Знамени.
- Орден Отечественной войны I степени.
- Орден Отечественной войны I степени.
- Орден Отечественной войны II степени.
- Орден Красной Звезды.
- Медали СССР.